# Vintilești, Brăila
Vintilești (în unele documente trecut, și Vintileanca) este o localitate dispărută din comuna Bordei Verde, județul Brăila, Muntenia, România.

## Istoric
Vintilești este un sat dispărut, situat în comuna Bordei Verde, județul Brăila, a apărut în urma reformei agrare din 1922, când au fost împroprietărite aici un număr de familii din localități din zona montană a județului Buzău, cum ar fi (Vintilă Vodă, Berca, Lopătari, Gura Teghii, Calvini, Vadu Sorești, Pârscov, etc.). Satul Vintilești s-a constituit în partea de est a vechiului sat Bordei Verde. În urma reformei administrative din 1967 cele două sate au fost contopite devenind o singură localitate cu denumirea de Bordei Verde.